# The Passionate Plumber
The Passionate Plumber es una película de comedia estadounidense de 1932, de la época pre-code, dirigida por Edward Sedgwick y protagonizada por Buster Keaton, Jimmy Durante e Irene Purcell. El guion de Laurence E. Johnson y Ralph Spence se basa en la obra de teatro de 1926 Dans sa candeur naïve de Jacques Deval. Es la segunda adaptación cinematográfica de la obra, tras la película muda de 1928 The Cardboard Lover. Posteriormente, en 1942, se rehízo con el título Her Cardboard Lover.
Al mismo tiempo se realizó una versión en francés, titulada Le plombier amoureux. La secuencia del duelo se retomó en dos cortometrajes posteriores de Keaton: She's Oil Mine (1941) y Un Duel A Mort (1947), filmada en Francia.

## Reparto
- Buster Keaton como Elmer E. Tuttle.
- Jimmy Durante como Julius J. McCracken.
- Irene Purcell como Patricia Alden.
- Polly Moran como Albine.
- Gilbert Roland como Tony Lagorce.
- Mona Maris como Nina Estrada.
- Maude Eburne como tía Charlotte.
- Henry Armetta como portero.
- Paul Porcasi como Paul Le Maire.
- Jean Del Val como chofer.
- August Tollaire como general Bouschay.
- Edward Brophy como peatón.

## Recepción crítica
En una reseña poco halagadora, Variety observó: «Hay algo de comedia meritoria en este escenario endeble, que se extiende de una duración natural de dos carretes a una completa, y no es necesario ir más allá del reparto para encontrar la fuente. Pero el reparto y las risas se ven constantemente obligados a luchar contra la trama y los motivos; desafortunadamente, la trama gana la batalla, en contra de los intereses de la película... Mientras Durante y Keaton se enfrentan en busca de risas, el resto se deja de lado momentáneamente, y cuando los principales provocadores de risas vuelven al tema, no se llevan bien. Polly Moran no tiene mucho que hacer, lo cual es la mayor decepción de la película». The New York Times le dio una reseña positiva.